# شراشينورن
شراشينورن (بالإنجليزية: Chrachenhorn)‏ هو أحد جبال سلسلة جبال الألب ألبولا وجزء من القمة الأم شويالفورن يقع في كانتون غراوبوندن، سويسرا. يبلغ ارتفاع الجبل حوالي 2891 متر، بينما يبلغ ارتفاع نتوء الجبل 224 متر.